# Antonio Vignale
Giovanni Antonio Buonaggiunti del Vignale connu  sous le nom de plume Antonio Vignali (ou encore Arsiccio Intronato) (né vers 1500 ou 1501 à Sienne et mort en 1559 à Milan) est un écrivain et poète italien de la Renaissance.

## Biographie
L'œuvre la plus célèbre d'Antonio Vignali, La Cazzaria, publiée sans doute vers 1531 à Venise, fut redécouverte au début du XVIIIe siècle par le français Bernard de La Monnoye, qui en fit une copie, laquelle fut ensuite traduite et publiée par Isidore Liseux.
La Cazzaria met en scène un dialogue priapique sur le mode comique, illustrant une bataille des sexes. La langue est verte et fait usage de mots vulgaires empruntés au parlé toscan.
Membre de l'Académie des Intronati, sorte de confrérie libertine dans la lignée des coquillards chers à François Villon, Vignale, contemporain de François Rabelais, publia sous le pseudonyme de Arsiccio Intronato, que l'on peut traduire par l'ardent couronné. Après s'être opposé aux factions politiques siennoises en 1530, il avait fui sa ville natale pour trouver refuge auprès du cardinal milanais Cristoforo Madruzzi et avait assisté à la chute de la république de Sienne et à la répression qui s'ensuivit.
La Lettera alla Gentilissima Madonna fut rédigée en mai 1557 et contient 365 proverbes adressés à la ville de Sienne sur le mode cynique.
Le jeune franciscain Francesco Calcagno (1528-1550) fut exécuté pour blasphème et sodomie lors de la répression inquisitoriale à Venise après avoir confessé sa lecture de La Cazzaria dont il possédait une copie.

## Œuvres
- La Cazzaria de lo Arsiccio intronato, Venise [v.1531]
- Lettera alla Gentilissima Madonna, 1557
- La floria : comedia dell'Arsiccio Intronato, 1560

## Études critiques
- (fr) Antonio Vignale, La Cazzaria. Dialogue priapique de l'Arsiccio intronato, Jean-Paul Rocher Éditeur, 2008  (ISBN 978-2917411117)